# Belgorod zászlaja
Belgorod zászlaja az Oroszország Belgorodi területéhez tartozó Belgorod város egyik hivatalos jelképe (a címerrel együtt). A zászló a város lakosainak egységét és együttműködését jelképezi.
A jelenlegi zászlót 1999. július 22-én hagyta jóvá a Belgorodi Városi Tanács 321-es számú határozata, és 2002-ben 978-as nyilvántartási számmal felvették az Orosz Föderáció állami heraldikai nyilvántartásába.

## Leírás
Belgorod város zászlaján (kék vászon, alul fehér csíkkal) egy sárga oroszlán áll a hátsó lábain, fölötte egy fehér sas szárnyal. A város szimbolikája több mint 300 éves és Nagy Péter uralkodásáig nyúlik vissza. Az orosz cár adományozta a címert Belgorod polgárainak a svédek felett az 1709-es poltavai csatában aratott győzelem emlékére. 1712-ben ez az embléma az ellenséget legyőző belgorodi ezred zászlaján szerepelt, 1727-ben pedig az újonnan alapított tartomány jelképévé vált.